# Gohieria fusca
Gohieria fusca  (лат.) — вид акариформных клещей из семейства Glycyphagidae. Клещи домашней пыли, вредители зерна, муки и круп. При контакте и вдыхании метаболитов этих клещей у людей с генетической предрасположенностью к атопии возможно развитие аллергической реакции. Способны вызывать аллергический акариаз, астму, ринит.